# L'Écho des gourbis
L'Écho des gourbis est un journal de tranchées publié durant la Première Guerre mondiale par le 131e régiment d'infanterie territorial. Le directeur général était Jules Lafforgue (sous le pseudonyme de Pierre Calel) et le directeur artistique Franc Malzac.

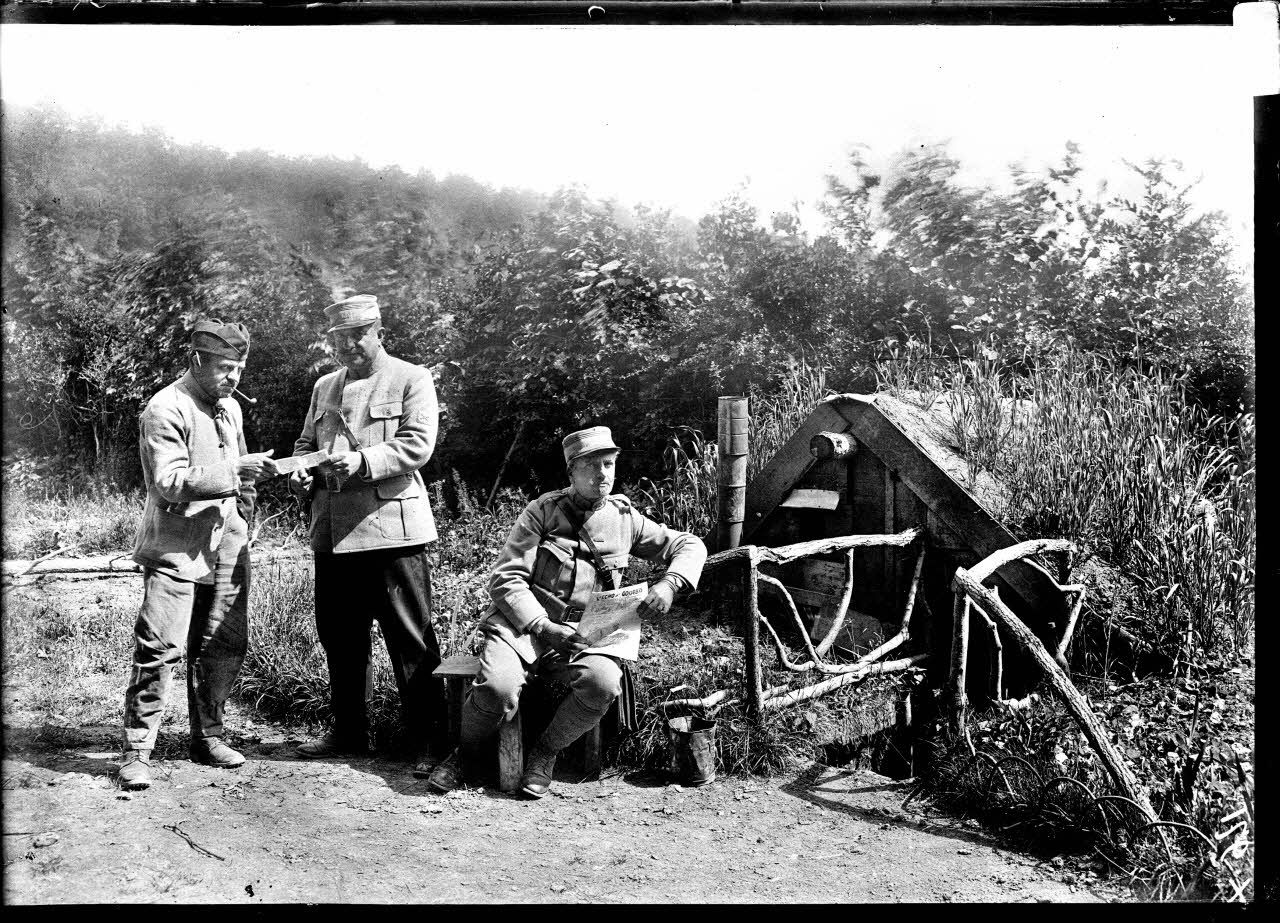
La rédaction du journal à Sampigny en 1916. À gauche le caporal Jules Lafforgue, à droite les deux capitaines Franc Malzac et Jean Cazes).